# アジアトサウルス
アジアトサウルス（学名 Asiatosaurus　「アジアのトカゲ」の意味）は前期白亜紀に生息した草食の竜脚類恐竜の属の一つである。化石は中国とモンゴルで発見されている。現在のところ歯の化石しか知られておらず、より多くの標本が発見されないか限り信頼のおける情報を得ることは難しい。
タイプ種A. mongolensisは1924年にオズボーンにより記載された。第二の種A. kwangshiensisは中国、広西チワン族自治区にあるナパイ累層（en）で発見された歯の化石に基づき、1975年に侯連海、葉祥奎および趙喜進により記載された。両種とも現在は疑問名とされている。

## 参照
1. ↑  Osborn, H.,(1924).Three new Theropoda , Protoceratops zone, central Mongolia.: AMER. MUS. NOVIT. 144; 1 - 12
2. 1 2  Calvo, J.O., (1996). Phylogenetic relationships of Asiatosaurus mongoliensis (Osborn, 1924). Chiayusaurus lacustris a junior synonym of Asiatosaurus (Sauropoda): AMEGHINIANA 33 (4); 461
3. ↑  Hou, L., Yeh, H. and Zhao, X.(1975).Fossil reptile from Fusui Kwangshi.VERTEBRATA PALASIATICA 13; 24 - 33